# غيلفورد (نيوهامشير)
غيلفورد (بالإنجليزية: Gilford, New Hampshire)‏ هي بلدة أمريكية تقع في الولايات المتحدة في مقاطعة بلكناب. يقدر عدد سكانها بـ 7,126 نسمة ومساحتها 139.1 كم2 وترتفع عن سطح البحر 227 متر.